# Teorema di Desargues
Il teorema di Desargues, o dei triangoli omologici, è un teorema di geometria proiettiva che prende il nome dal matematico francese Girard Desargues.

## Enunciato
Il teorema di Desargues afferma che se due triangoli sono in prospettiva rispetto ad un punto, allora sono in prospettiva anche rispetto ad una retta.
Equivalentemente, se due triangoli sono in prospettiva rispetto ad un punto, e se le parti dei lati corrispondenti si intersecano, allora i tre punti di intersezione sono allineati.

Esposizione grafica: due triangoli che soddisfano il Teorema di Desargues

Anche il reciproco del teorema di Desargues è vero: se due triangoli sono in prospettiva rispetto ad una retta e se ciascuna coppia di vertici corrispondenti sono uniti per rette che si intersecano allora i triangoli sono in prospettiva rispetto al punto di intersezione delle tre rette.
Ricordiamo che due triangoli sono in prospettiva rispetto ad un punto se le rette che uniscono i punti sono concorrenti. Si dice anche che due triangoli sono in prospettiva rispetto ad una retta se le coppie formate per rette corrispondenti si tagliano in punti allineati.
Il teorema di Desargues viene ripreso in considerazione da Hilbert alla fine del 1800 nel libro Grundlagen der Geometrie (Fondamenti della Geometria), dove il matematico tedesco formula alcune considerazioni derivate da tale teorema. Egli infatti propone un diverso sistema di assiomi, che generano un tipo di geometria in cui non vale il teorema di Desargues. 
Nel 1902, Moulton riprende l'argomento trattato da Hilbert, proponendo un esempio di geometria non desarguesiana alquanto più semplice, che verrà infatti riportato nelle edizioni successive del testo Grundlagen der Geometrie. Moulton pubblicò a tale scopo, nel 1902, un articolo sulla rivista Transactions of the America Mathematical society.
Infine, una diversa interpretazione del problema rappresentato dal teorema di Desargues può essere introdotta presentando l'impostazione data da Emil Artin nel suo libro Geometric Algebra.

## Dimostrazione
La dimostrazione più comune di questo teorema è fatta in tre dimensioni. Questo è possibile perché la geometria proiettiva funziona egualmente anche in questo caso. Considerando i due triangoli in questione ciascuno di questo apparterrà a un piano. Chiamiamo {\displaystyle r} la retta che si ottiene intersecando i due piani. Ora, consideriamo {\displaystyle H}, {\displaystyle K}, {\displaystyle S}, punti di intersezione fra due vertici in prospettiva rispetto al punto {\displaystyle P}, punto rispetto al quale i triangoli di partenza sono in prospettiva. {\displaystyle H}, {\displaystyle K} ed {\displaystyle S} dovranno appartenere tutti alla retta {\displaystyle r} in quanto tutti appartengono sia al piano del primo triangolo sia al piano del secondo triangolo, e si trovano perciò nella loro intersezione.